# Emma Dyke
Emma Dyke (Invercargill, 12 de setembro de 1997) é uma remadora neozelandesa, medalhista olímpica.

## Carreira
Formada pela Craighead Diocesan School, Dyke conquistou a medalha de prata nos Jogos Olímpicos de Verão de 2020 em Tóquio com a equipe da Nova Zelândia no oito com feminino, ao lado de Ella Greenslade, Lucy Spoors, Kelsey Bevan, Grace Prendergast, Kerri Gowler, Beth Ross, Jackie Gowler e Caleb Shepherd, com o tempo de 6:00.04.